# IKK Hamburg

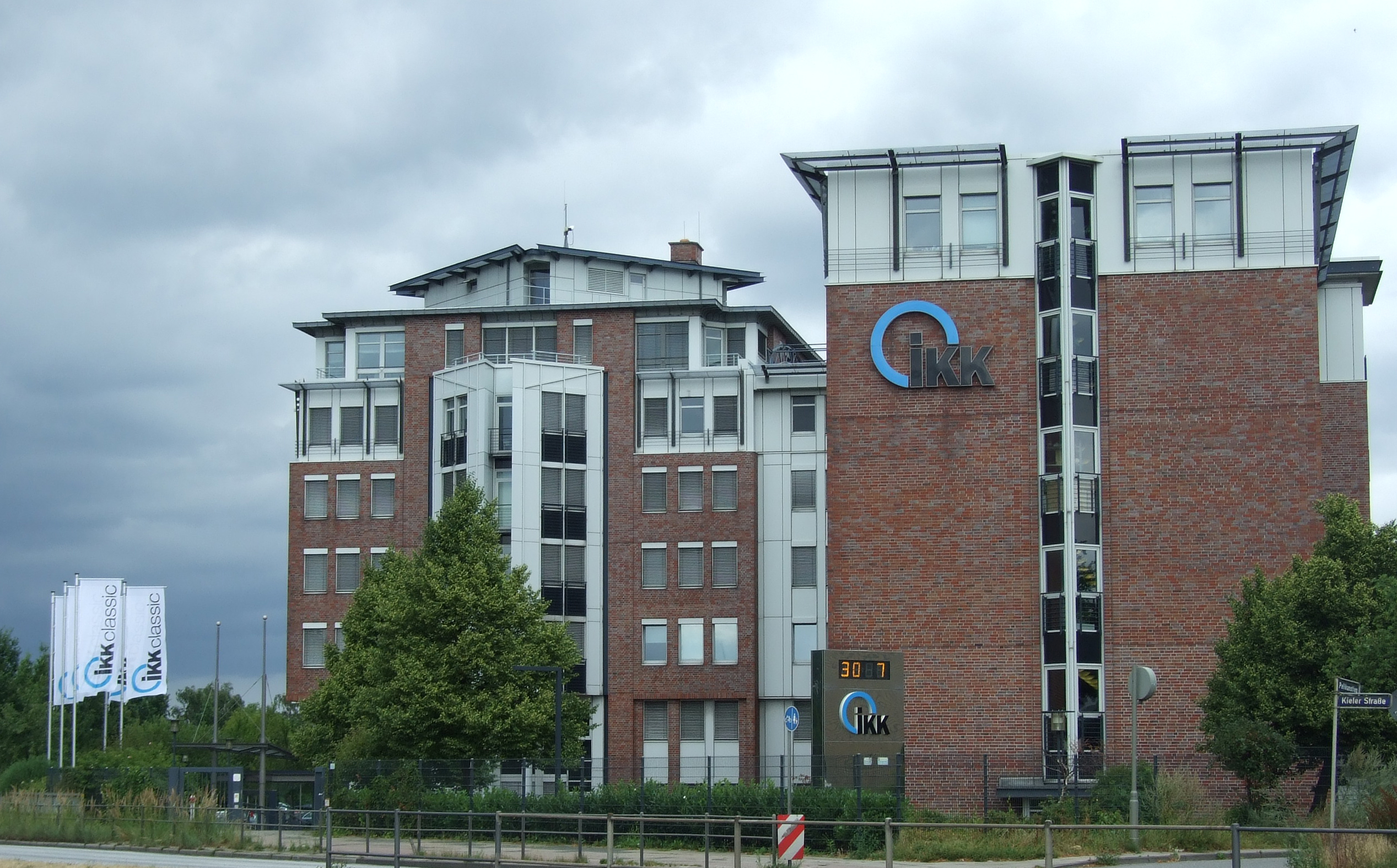
Ehemalige Hauptverwaltung der IKK Hamburg – heute eine der Hauptverwaltungen der IKK classic

Die IKK Hamburg mit Sitz in Hamburg, eine Körperschaft des öffentlichen Rechts, war eine deutsche Innungskrankenkasse und ein Träger der gesetzlichen Krankenversicherung.
Sie wurde 1885 von Hamburger Handwerkern gegründet. Die IKK Hamburg war zuletzt bundesweit geöffnet.
Sie vereinigte sich zum 1. Januar 2010 mit der IKK Baden-Württemberg und Hessen, IKK Sachsen und IKK Thüringen zur IKK classic.